# Алинджакала
Алинджакала, Алинджа-кала, или крепость Алинджа (азерб. Əlincə qalası), ранее по-армянски Ернджак (арм. Երնջակ или Эренджак) также носило название Анарик (с армянского «неприступная») — крепость, расположенная к западу от села Ханега, неподалёку от города Джульфа в Азербайджане, на правом берегу реки Алинджа (Алинджачай), на вершине горы Алинджа. Крепость являлась одним из наиболее мощных оборонительных сооружений своего времени.

## Название
Крепость Алинджа или Алинджак (по-армянски Ернджак, название области в провинции Сюник), ныне на территории Нахичевани в Азербайджане. Свое название область получила от одноимённой крепости Ернджак. В свою очередь крепость, по мнению Ивана Шопена, свое название получила в честь армянской княгини Ернджак, построившей укрепление и назвавшим его своим именем. Место выбранное армянской княжной для строительства крепости было настолько удачным, что сооружение также носило название Анарик (с армянского «неприступная»). Немецкий филолог Генрих Хюбшман отмечает, что Ернджак позднее называлась Алинджа. Согласно Смбату Тер-Аветисяну это случилось в XV веке когда крепость «Ернджак» стала называться «Алинджа-кала». Иван Шеблыкин отмечает что в XVI веке крепость уже упоминается как Алинтчиа, Линджиа и Алинкриа.
Арабское название крепости — «Алинджак», азербайджанское — «Алинджакала». Предположительно название этой крепости в форме «Алынджа» встречается в средневековом огузском героическом эпосе «Китаби Деде Коркут»:"По дороге им встретилась крепость Алынджа; там чёрный тагавор устроил загон, наполнил его из птиц гусями, курицами, из зверей козами, зайцами, сделал его западней для джигитов-огузов". В эпосе крепость относится к тем, которые находились в руках «гяуров», то есть христиан.
Согласно азербайджанским авторам, крепость была связана с деятельностью атабеков и имеет старотюркское название. По мнению же армянских авторов, крепость «одно из древнейших армянских поселений, одна из древнейших княжеских резиденций в Армении». Оба мнения, в особенности азербайджанская, критикуются российским историком Виктором Шнирельманом как пример этноцентристского подхода в историографии. Так, как отмечает Шнирельман, азербайджанская школа историографии «любыми средствами стремится избавить историю Азербайджана от армянского присутствия».

## История
Петр Семенов отмечал что крепость является древним поселением известном как Алана, в которой армянские цари Тигран и Артавазд хранили сокровища.
Согласно данным, полученным в 1929 году в результате экспедиции КИАИ, крепость Ернджак не раз упоминаемая в первых веках нашей эры, была основана сюникскими феодалами и принадлежала армянскому роду Сюни. Находясь перед входом Зангезурского хребта, крепость Ернджак защищала владения нахараров. Роберт Хьюсен упоминает  крепость Ернджак как минимум со времен арабского завоевания в 821 году. В источниках эта крепость первый раз упоминается в X веке у Ованеса Драсханакертци во время осады её известным полководцем арабов саджидским эмиром Юсуфом ибн Абу Саджем, в дни царствования армянского царя Смбата I Багратуни. Британский ученый Энтони Истмунд и американский ученый Линн Джонс упоминают сопротивление Смбата I Юсуфу ибн Абу Саджу в крепости Ернджак в 914 году. Джонс полагает, что в 913 году крепость принадлежала роду Багратуни. В 914 году Юсуф, желая принудить к сдаче крепость, убил перед этой крепостью Смбата I Багратуни.
Что произошло с этой крепостью до XIII века остаётся неизвестным.
Армянский историк XIII века Степанос Орбелян, сообщая об известных крепостях, упоминает также о крепости Ернджак:
…некая знатная женщина (из Сюника) по имени Ернджик построила эту крепость, чтобы хранить там сокровища и дань страны, по имени её она (крепость) и называется…
При главе дворцовой администрации Государства Ильдегизидов Джахан-Пехлеване в крепости Алинджа-кала у Ильдегизидов хранилась основная казна иракских Сельджукидов.
В 1225 году в крепости Алинджа умер последний правитель государства Ильдегизидов Музаффар ад-Дин Узбек. В начале XIII века области Ернджак и Чахук армянской исторической области Сюник перешли от Ильдегизидов к Эликуму Орбеляну. По сведениям армянских средневековых авторов, «до появления татар, персидский атабек или султан крепости „Еринджак“ Джаhук (область) с пределами подарил Еликуму Орбелянцу. Его дети у татар были в большом почёте и наследовали её». Согласно известному британскому медиевисту С. Рансиману крепость Эренджак возможно была резиденцией одной из ветвей армянского княжеского рода Орбелян, владевших этой частью Сюника. Возможно, что христиане долгое время владели крепостью, ибо католические миссионеры без страха проживали в деревнях этой области до XIV века, что подтверждается полустёртой припиской в одной книге от 1353 года. 
В 1388/1389 году правитель крепости Алинджа Ходжа Джоухар, распространив свою власть на территорию вплоть до Капана, стал претендовать и на Тебриз. Везиром у него был Имад ад-Дин, а главным эмиром — Алтун. В этом же году эмиры Алинджа Шейх Адиль Мухаммед и Мухаммед Халил Джаханшахи напали на Тебриз и убили его правителя Кара-Бастама. Ходжа Джоухар, прибыв в город, назначил в нём правителем своего везира эмира Имад ад-Дина, а сам вернулся в Алинджу.
После смерти Ходжи Джоухура в 1389/1390 году правителем крепости стал эмир Алтун, который также пытался захватить Тебриз в 1390/1391 году, однако, получив отпор, был вынужден вернуться в Алинджу. Накануне второго нашествия Тамерлана крепостью Алинджа и её окрестностями правил эмир Алтун.

### Взятие крепости Тимуридами

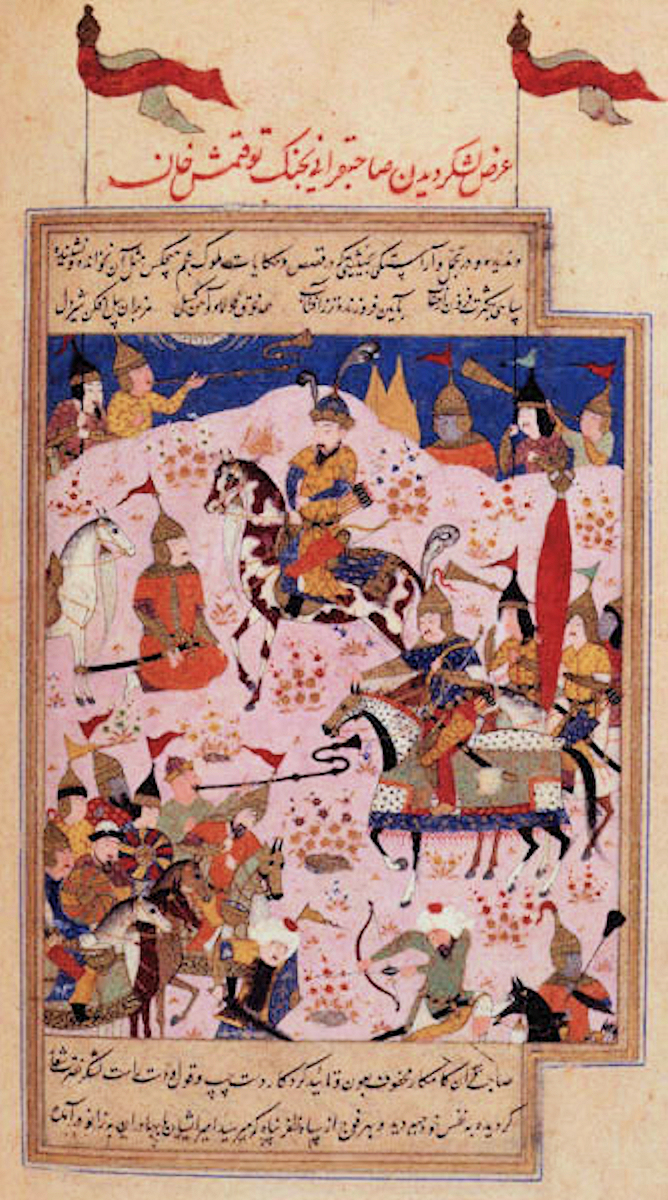
Миниатюра XVI века, изображающая Тамерлана и его войско

В 1387 году войска Тамерлана вторглись в Азербайджан (область главным образом южнее реки Аракс). Разбив войска Джелаиридов, Тамерлан овладел Тебризом. В это время исторический регион Армения переживает длительное татарское нашествие. Тогда, в течение 1386—1403 гг. имели место, пожалуй, самые жестокие вторжения в регион извне. Эти нашествия Тамерлана были последними из крупных нашествий в Армянское нагорье из Центральной Азии. Защитники крепости Алинджакала оказывали наиболее стойкое сопротивление захватчикам. Тогда осажденные с помощью грузинских отрядов обороняли крепость от войск Тамерлана и его сына Мираншаха. Известно также, что в 1394 году осаждавший Алинджакалу Мираншах собственноручно умертвил в этой крепости персидского поэта и мистика Фазлаллаха Наими.
Будучи в Хаштруде, Тамерлан отправил часть войск под предводительством своего сына Шахруха в Эрзурум, а сам через Тебриз направился в Нахичевань. В это время эмиру Фируз-шаху удалось взять Алинджу. Так, в 1400/1401 году войска Тамерлана, завоевав Сивас, Мелатью, двинулись на Ирак Арабский. Здесь же Тамерлан и получил известие о взятии крепости Алинджа эмиром Фируз-шахом. По приказу Тамерлана защитники крепости, в том числе эмир Ахмед Огулшай, были казнены. Специально прибыв в Алинджу из Нахичевани, Тамерлан назначил начальником крепости мелика Мухаммеда Обахи.
Крепость сыграла значительную роль в период Тимуридов и Туркоман.

### Дальнейшая история крепости
По описанию испанского путешественника XV века Руй Гонсалеса де Клавихо, Алинджа стояла на высокой крутой горе, которая внизу была окружена стенами с башнями; внутри стен, на склонах (нижних) горы было много виноградников, садов, обработанных полей, пастбищ, источников и цистерн воды; на самом верху горы находился собственно замок или цитадель.
В XV веке правитель государства Кара-Коюнлу Кара-Юсуф отдал Нахичевань и крепость Алинджа кази Имад ад-Дину, который пригласил для охраны крепости туркоманских эмиров Хаджи Курчи, Джамал ад-Дина и Шахрияра. Однако, эти эмиры организовали против Имад ад-Дина заговор, убили его и его братьев, и пригласили в крепость сына Кара-Юсуфа Искендера, улус которого находился недалеко от Нахичевани, и предложили ему стать её правителем. Искендер по прибытии в крепость уведомил об этом своего отца. Тот утвердил его правителем области Нахичевань и крепости Алинджою. Новый правитель назначил своим сахиб-диваном Шахрияра, хаджи-сараем — Джамал ад-Дина и военачальником — Хаджи Курчи. В 1434 году потерпевший поражение от Шахруха, сына Тамерлана, Искендер укрылся в крепости Алинджа. В августе 1435 года Искендер был разбит тимуридскими и ширванскими войсками и бежал в Малую Азию. Султан Шахрух поручил управление страной Джаханшаху, брату Искендера. Изгнанный Искендер, впрочем, ещё раз пытался вернуть себе престол с помощью османов и мамлюкского султана Египта, но был разбит Джаханшахом и осажден в крепости Алинджа. Сын Искендера, юный Шах-Кубад, тайно вступивший в связь с одной из наложниц гарема отца, по её внушению, ночью во время сна зарезал пьяного отца в его же спальне, а голову послал Джаханшаху. Впрочем, Джаханшах устроил Искендеру торжественные похороны и в 1437 году воздвиг над его могилой в Тебризе величественный мавзолей.
В крепости постоянно находилось 200 воинов, получавших каждые три месяца жалованье и провиант. На содержание крепости ежегодно тратились большие суммы, ложившиеся бременем на райятов края. В правление внука Тамерлана Мирзы Омара при содействии тебризского кази Имам ад-Дина Нахичевани и по приказу Джаханшаха крепость Алинджа была разрушена. За это гази выплатил в размере 50 тысяч динаров кебеки эмиру Джаханшаху. Позднее по приказу султана Ахмеда Имам ад-Дин восстановил крепость.
В XVI веке крепость упоминается под названием Алинтчиа, Линджиа и Алинкриа. К началу XVII века в областях Ернджак, Нахичевань и Джаhук проживало около 19 тыс. армян католиков.
В XVII веке владетель Еревана Амиргюне-хан (1603 год) находился в крепости и когда услышал о набегах османов на Гегамскую страну — послал на них Датабека и отогнал их от границ Кота.
Впоследствии во время русско-персидской войны здесь находились персидские войска. После них — немногочисленные русские отряды.
У Алишана в его «Сисакане» (Венеция, 1893 год) имеется упоминание и описание крепости:
Строения, находящиеся на этой вершине, в большинстве целы. На голой вершине скалы стоят великолепные своды обширного квадратного зала, а кругом красивые великолепные постройки. Великолепие их показывает, что всё это является дворцом ишхана. И действительно, близ живущие жители называют их шахтахты, т. е. царским престолом. Вид их прекрасен и великолепен.

## Строение
В крепости есть многочисленные гидротехнические, оборонительные, жилые и дворцовые сооружения которые занимают вершину горы и её склоны. Мощные ряды каменных стен в несколько линий идут от подножья горы к вершине. В тени были укрыты бассейны-цистерны, собиравшие когда-то дождевую и талую воду. В крепости Алинджа-Кала также хранилась главная казна Ильдегизидов.
В 1851 году, Иван Шопен отмечал что внутри крепости находится хорошо сохранившийся армянский монастырь называемый Ванк-Ернджака, где хранились мощи св. Григория.
В 1936 году экспедицией Азербайджанского филиала Академии наук СССР на обследованной скалистой вершине в Алинджакале был обнаружен ряд искусственных сооружений, из которых некоторые имели характер водохранилищ, высеченных в скалах.